# Provincia di Cercado (Beni)
Cercado è una provincia della Bolivia sita nel Dipartimento di Beni. Il capoluogo è San Javier

## Geografia antropica

### Suddivisioni amministrative
La provincia è suddivisa in due comuni:
- San Javier
- Trinidad